# Ubisoft Barcelona
Ubisoft Barcelona (Ubi Studios España hasta 2004) es un estudio desarrollador de videojuegos español con sede en Barcelona, propiedad de Ubisoft desde su fundación en 1998. El estudio es conocido por colaborar en el desarrollo de reconocidas franquicias y videojuegos, como Assassin's Creed, Ghost Recon, Watch Dogs, Rainbow Six y Just Dance, etc. En Barcelona también está ubicado Ubisoft Barcelona Mobile, un estudio dedicado al desarrollo de videojuegos móviles.

## Historia

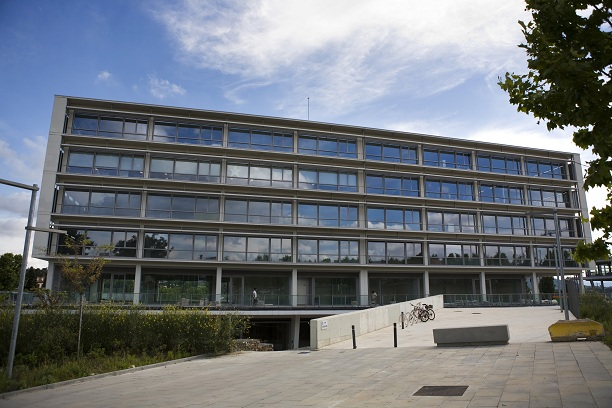
Edificio donde se encuentran las oficinas de Ubisoft Barcelona.

Ubisoft Barcelona fue fundado en 1994 por María Teresa Cordón. Inicialmente, operaba como filial de distribución de Ubisoft (Ubi Soft, hasta 2003), pero en 1998 fue rebautizada como Ubi Studios España, convirtiéndose en un estudio desarrollador de videojuegos.
En adelante, el estudio empezó a desarrollar videojuegos, y es conocido por desarrollar e investigar nuevos periféricos, consolas y tecnología. Entre sus primeros proyectos destacan tres títulos: Monster 4x4: World Circuit, el juego de lanzamiento para la Wii; Your Shape, y Motion Sports, un juego adaptado para el sensor Kinect de la Xbox 360.
El estudio fue rebautizado como Ubisoft Barcelona en 2004, desde entonces ha trabajado en proyectos propios, como la tecnología motion tracking para la Wii, y sirviendo como estudio de apoyo en el desarrollo de reconocidas franquicias y videojuegos, como Assassin's Creed, Tom Clancy's Ghost Recon, Watch Dogs, Tom Clancy's Rainbow Six, Just Dance, Star Trek para realidad virtual, etc.
El primer gran proyectos en el que el estudio colaboró con el desarrollo fue Tom Clancy's Ghost Recon Advanced Warfighter para marzo de 2006, trabajando con Red Storm Entertainment y otros 4 estudios de Ubisoft para llevar el juego a PC y consolas. El juego recibió una puntuación de 90/100 en Metacritic, y recibió los premios BAFTA al mejor juego del año y al mejor logro técnico. A su vez, también colaboraron en el desarrollo de Tom Clancy's Ghost Recon Advanced Warfighter 2 en marzo de 2007.
En octubre de 2013, se lanzó Just Dance 2014, un juego de ritmo perteneciente a la serie Just Dance, desarrollado por Ubisoft París, en colaboración con Ubisoft Barcelona y otros 4 estudios de Ubisoft. El juego recibió una puntuación de 79/100 en Metacritic, y una puntuación de 8/10 en IGN, Vandal y 3DJuegos.
El 24 de septiembre de 2013, Ubisoft adquirió la división de Barcelona de la compañía estadounidense Digital Chocolate, convirtiéndola en Ubisoft Barcelona Mobile, un estudio dedicado al desarrollo de videojuegos móviles.
En noviembre de 2014, se lanzó Assassin's Creed: Unity, un juego de acción-aventura y sigilo perteneciente a la serie Assassin's Creed, desarrollado por Ubisoft Montreal, en colaboración de Ubisoft Barcelona y otros 10 estudios de Ubisoft. El juego ganó el premio de desempeño sobresaliente en un videojuego en los ACTRA Awards, a la mejor animación de personaje en un videojuego en los Premios Annie, al mejor logro técnico y a la mejor dirección de arte en los NAVGTR Awards. Recibió una puntuación general de 72/100 en Metacritic, y una puntuación de 8.5/10 en IGN.
En febrero de 2014, se lanzó Watch Dogs, un juego de acción-aventura de mundo abierto desarrollado por Ubisoft Montreal, con la colaboración con Ubisoft Barcelona y otros 3 estudios de Ubisoft. El título hizo que Ubisoft Montreal ganara el premio al mejor estudio del año en los Premios Golden Joystick, recibió una puntuación de 80/100 en Metacritic y una puntuación de 8.7/10 en IGN.
En octubre de 2015, se lanzó Assassin's Creed: Syndicate, un juego desarrollado por Ubisoft Quebec, en colaboración con Ubisoft Barcelona y otros 9 estudios de Ubisoft. El juego fue nominado en los The Game Awards al mejor juego de acción-aventura, en los Premios WGA al mejor guion y obtuvo 3 nominaciones de distintas categorías en los BAFTA Game Awards, además, recibió una puntuación de 78/100 en Metacritic y una puntuación de 8.7/10 en IGN.
El 1 de diciembre de 2015, se lanzó Tom Clancy's Rainbow Six: Siege, un juego de disparos táctico perteneciente a la serie Tom Clancy's Rainbow Six, desarrollado por Ubisoft Montreal, en colaboración con Ubisoft Barcelona, quienes se encargan activamente del equilibrio del gameplay, el sistema de juego y los elementos personalizables. El título es un éxito comercial, con una puntuación de 79/100 en Metacritic y una puntuación de 10/10 en GameSpot. En febrero de 2022 superó los 80 millones de jugadores en todas las plataformas, y el 5 de abril se anunció una versión para Android y IOS.
El 10 de noviembre de 2020, se lanzó Assassin's Creed: Valhalla, un juego desarrollado por Ubisoft Montreal, en colaboración con Ubisoft Barcelona y otros 13 estudios de Ubisoft. En Barcelona se encargan de todo lo que involucra a los jefes finales, incluyendo el diseño, el combate, las habilidades, el evento y el entorno, junto con las Anomalías del Animus, los puzzles y el parkour. El título fue nominado en la categoría de innovación en accesibilidad y mejor juego de acción-aventura en The Game Awards, como juego sobresaliente en GLAAD Media Awards, y 7 nominaciones para los NAVGTR Awards, incluido el juego del año. Recibió una puntuación de 84/100 en Metacritic, y una puntuación de 9/10 en IGN. El juego superó los récord de ventas y jugadores activos de juegos anteriores de la serie Assassin's Creed, siendo uno de los títulos más rentables en la historia de Ubisoft.

## Juegos desarrollados
| Título                                         | Año  | Plataformas                                                                                             |
| ---------------------------------------------- | ---- | --- |
| Pro Rally 2001                                 | 2000 | Microsoft Windows                                                                                       |
| Pro Rally 2002                                 | 2002 | PlayStation 2, Nintendo GameCube                                                                        |
| Monster Jam: Maximum Destruction               | 2002 | Microsoft Windows, PlayStation 2, Nintendo GameCube, Game Boy Advance                                   |
| Monster 4x4: Masters of Metal                  | 2003 | PlayStation 2, Nintendo GameCube                                                                        |
| Monster 4x4: World Circuit                     | 2006 | Xbox, Wii                                                                                               |
| Tom Clancy's Ghost Recon Advanced Warfighter   | 2006 | Microsoft Windows, PlayStation 2, Xbox, Xbox 360                                                        |
| Tom Clancy's Ghost Recon Advanced Warfighter 2 | 2007 | Microsoft Windows, PlayStation 3, Xbox 360, Wii                                                         |
| Cosmic Family                                  | 2007 | IOS, Wii                                                                                                |
| Driver: Parallel Lines                         | 2007 | Microsoft Windows, PlayStation 2, Xbox, Wii                                                             |
| Emergency Heroes                               | 2008 | Wii |
| My Fitness Coach                               | 2008 | Wii |
| Your Shape                                     | 2009 | Microsoft Windows, Wii                                                                                  |
| MotionSports                                   | 2010 | Xbox 360                                                                                                |
| Le Secret de la Licorne                        | 2011 | Nintendo 3DS                                                                                            |
| Motionsports Adrenaline                        | 2011 | PlayStation 3, Xbox 360                                                                                 |
| Sports Connection                              | 2012 | Wii U                                                                                                   |
| Just Dance 2014                                | 2013 | PlayStation 3, PlayStation 4, Xbox 360, Xbox One, Wii, Wii U                                            |
| Battle of Heroes                               | 2014 | IOS, Android                                                                                            |
| Shape Up                                       | 2014 | Xbox One                                                                                                |
| Les Lapins Crétins : La série TV               | 2014 | Xbox 360, Xbox One, PlayStation 3, PlayStation 4                                                        |
| Assassin's Creed Unity                         | 2014 | Microsoft Windows, PlayStation 4, Xbox One, Google Stadia                                               |
| Watch Dogs                                     | 2015 | Microsoft Windows, PlayStation 3, PlayStation 4, Xbox 360, Xbox One, Wii U, Google Stadia               |
| Assassin's Creed Syndicate                     | 2015 | Microsoft Windows PlayStation 4, Xbox One, Google Stadia                                                |
| Tom Clancy's Rainbow Six Siege                 | 2015 | Microsoft Windows, PlayStation 4, PlayStation 5, Xbox One, Xbox Series X\|S, Google Stadia, Amazon Luna |
| Sandstorm: Pirate Wars                         | 2016 | IOS, Android                                                                                            |
| Werewolves Within                              | 2016 | Microsoft Windows, PlayStation 4                                                                        |
| Star Trek: Bridge Crew VR                      | 2017 | Microsoft Windows, PlayStation 4, Oculus Quest                                                          |
| Assassin's Creed III Remastered                | 2019 | Microsoft Windows, PlayStation 4, Xbox One, Nintendo Switch                                             |
| Assassins Creed Valhalla                       | 2020 | Microsoft Windows, PlayStation 4, PlayStation 5, Xbox One, Xbox Series X\|S, Google Stadia              |
| Beyond Good & Evil 2                           | TBA  | TBA |